# 天宮まなみ
天宮 まなみ（あまみや まなみ、1984年6月6日 - ）は、日本の元AV女優、女優。
千葉県出身。身長163cm、スリーサイズ:B86（Dカップ-65） W58 H85。血液型O型。趣味：ピアノ、ショッピング。特技:テニス。高校のときにはチアリーダーもやっていた。初体験:16歳（高校2年）の時。経験人数:3人。
2005年には主演級で出演した映画『AV』が東京国際映画祭アジアの風部門に出品された。

## 略歴
2004年11月に『処女宮』でh.m.p専属女優としてAVデビュー。
2006年2月に『セル初 X ギリギリモザイク セル初ギリギリモザイク』でエスワンに移籍しセルデビュー。
2006年からは女優としても活動を始める。
2008年7月に『引退×ギリモザ ギリモザ特別編 限界まで連続FUCK 』で引退。

## 作品

### アダルトビデオ
撮りおろし作品
2004年
- 処女宮（11月21日、h.m.p）
- 愛姫 快感のゆらめき…（12月21日、h.m.p）

2005年
- 淫裸 私、さらけだしたい…（1月21日、h.m.p）
- 偏執狂実行委員会推薦オムニバス 超・美乳Bomb!4時間（1月21日、h.m.p）※総集編
- 裸体（1月25日、h.m.p）
- 女神なエロリーナ 気持ちよくしてアゲル（2月21日、h.m.p）
- 憧れの君と…授業サボってハメちゃった。（3月21日、h.m.p）
- 恋人とイクどこまでも（音符記号）ハメハメ温泉旅行（6月21日、h.m.p）
- お嬢さまの淫らな妄想（7月26日、h.m.p）
- あぁん、オナペットお嬢さま。（8月31日、h.m.p）
- どこでも野外エロもーど（9月30日、h.m.p）
- 野蛮なレイプ…!?（10月31日、h.m.p）
- 赤裸々ドキュメント（11月25日、h.m.p）
- 奥さまDEナイト（12月25日、h.m.p）

2006年
- セル初 X ギリギリモザイク セル初ギリギリモザイク（2月19日、エスワン）[1]
- ギリギリモザイク まなみのセックスじっくり見せてあげる（3月19日、エスワン）
- ギリギリモザイク 6つのコスチュームでパコパコ!（4月19日、エスワン）
- ギリギリモザイク ネットリ濃厚セック（5月19日）
- ギリギリモザイク Wギリギリモザイク（6月7日）
- ギリギリモザイク 妄想的特殊浴場 本指名（7月7日、エスワン）
- ギリギリモザイク まなみとのパコパコ新婚生活（8月7日、エスワン）
- ギリギリモザイク 絶頂!イキまくり潮吹きFUCK（9月19日、エスワン）
- ハイパーデジタルモザイクVol.039（10月1日、MOODYZ）
- ハイスクール乱交白書（11月13日、MOODYZ）
- ドリームアイドル14（12月1日、MOODYZ）

2007年
- 拷問島（1月13日、MOODYZ）
- 露出 調教 輪姦（2月1日、MOODYZ）
- 美人新任教師 子宮生中出し輪姦レイプ（4月19日、SODクリエイト）
- ふたなり女教師（5月25日、TMA）
- 女教師 中出し20連発（7月5日、アイエナジー）
- 黒人 中出し20連発（10月18日、アイエナジー）
- 女子校生の生中出ししか見たくない! 4時間（10月26日、TMA）

2008年
- 狙われた人妻 無理やり犯される5人の人妻たち 第4章（1月12日、隼エージェンシー）
- こだわりの手コキ 4時間SP VII（2008年2月9日、隼エージェンシー）
- ザ・カメラテスト シャブってると欲しくなっちゃう（2月11日、アテナ映像）
- 私のおま○ことお口にあなたのザーメンを下さい 2（2月19日、BRAVO）
- 現役TVタレント 輪姦し監禁100時間 まなみ21（2月20日、スターパラダイス）
- 人妻の淫らな告白 3 いけない関係に溺れる4人の人妻たち（3月17日、Nadeshiko）
- 和服妻の柔肌 8 夫のそばで義弟に抱かれ不貞密通の快楽に堕ちる若妻（3月21日、アテナ映像）
- フェラコレ2008春SP（4月12日、隼エージェンシー）
- 引退×ギリモザ ギリモザ特別編 限界まで連続FUCK（7月7日、エスワン）

総集編
2004年
- h.m.p 女優大図鑑 2004 NEW FACE編 4時間（12月21日、h.m.p）

2005年
- 偏執狂実行委員会推薦オムニバス 超・美乳Bomb!4時間（1月21日、h.m.p）
- hmpナビゲーターHYPER AVオールジャンル4時間（3月10日、h.m.p）
- h.m.pコスプレNOW 4時間（3月10日、h.m.p）
- h.m.pオナニーNOW 4時間（6月10日、h.m.p）

## 出演

### バラエティ
- やりすぎコージー　AV企画 夏のモンロー祭（2005年8月20日・27日、テレビ東京）
- 夜美女　（サンテレビ）
- 今年も生だよ!芸人集合 2006年最も売れる吉本No.1伝説〜やりすぎておめでとう〜（2006年1月1日、テレビ東京）

### テレビドラマ
- 2ndハウス（2006年1月 - 3月、TX） 倉橋えり子 役

### 映画
- AV（2004年香港制作 / パン・ホーチョン監督、2005年東京国際映画祭アジアの風出品作品）（青春夢工場：AV。）

## 書籍

### 写真集
- KARAMI VOL.26 天宮まなみ